# جامعة الشيخ أنتا ديوب
جامعة الشيخ أنتا ديوب (بالفرنسية: Université Cheikh Anta Diop أو UCAD)‏، والمعروفة أيضًا باسم جامعة الشيخ أنتا ديوب في داكار، هي جامعة في داكار، السنغال. سُميت على اسم الفيزيائي السنغالي والمؤرخ وعالم الأنثروبولوجيا الشيخ أنتا ديوب ويبلغ عدد المسجلين فيه أكثر من 60.000.